# Raye
Рейчел Агата Кін, знана як Raye, англійська співачка та авторка пісень із Південного Лондона. 2016 року здійснила прорив, з'явившись на синглах «By Your Side» Джонаса Блю і «You Don't Know Me» Джекса Джонса, останній посів третє місце в UK Singles Chart і обидва мають платиновий сертифікат BPI. Raye увійшла до короткого списку премії BBC Music Sound of… за 2017 рік. Її дебютний мініальбом Euphoric Sad Songs вийшов у листопаді 2020 року.

## Ранні роки
Рейчел Агата Кін народилася 24 жовтня 1997 року в Тутінгу, Лондон, її мати має ганське та швейцарське коріння, батько — англієць. Рейчел переїхала до Кройдона, де навчалася в середній школі Вудкот, перш ніж її прийняли в школу BRIT, у якій вона навчалася протягом двох років, перш ніж кинути після того, що почувалася «замкнутою… попри те, що вчилася багато».

## Кар'єра
11 грудня 2014 року Raye випустила дебютний EP Welcome to the Winter. Згодом вийшли сингли «Flowers» та «Alien» 7 лютого 2015 року та 28 квітня 2015 року відповідно, останній за участю лондонського репера Avelino.
11 серпня 2016 року вийшов другий EP Second. Йому передували промо-сингли «Distraction» та «Ambition», останній за участю репера Stormzy. «I, U, Us» вийшов як головний сингл з EP 14 жовтня 2016 року. Було опубліковано відео, режисером якого стала британська співачка та авторка пісень Charli XCX. Відео живого виступу на пісню «Shhh» опубліковано 17 листопада 2016 року. Raye була представлена у синглі Джонаса Блю «By Your Side», який вийшов 28 жовтня 2016 року і посів 15 місце в UK Singles Chart. Вона також з'явилася в синглі Джекса Джонса «You Don't Know Me», що вийшов 9 грудня 2016 року. Пісня, написана самою Raye, посіла третє місце в UK Singles Chart і отримала подвійний платиновий сертифікат від BPI.
9 лютого 2017 року Рей виступила зі першим хедлайн-концертом у XOYO в Шордічі, Лондон. Raye була представлена разом зі Starrah на треку «Dreamer» з мікстейпу Charli XCX Number 1 Angel, який вийшов 10 березня 2017 року. 3 листопада 2017 року Raye випустила «Decline» за участю Mr Eazi.
22 лютого 2018 року Рей випустила сингл «Cigarette» з Мейбел і Стефлон Доном. У березні 2018 року Raye співпрацювала з Kojo Funds і випустила «Check». І «Decline», і «Cigarette» з'являться у третьому мініальбому Raye під назвою Side Tape, що вийшов 4 травня 2018 року. 16 травня 2018 року опубліковано відео на промо-сингл «Confidence» з Маліком Беррі та Наною Роугс. У вересні 2018 року Raye підтримала Halsey на європейському етапі туру Hopeless Fountain Kingdom Tour.
У лютому 2019 року Raye була представлена у пісні Odunsi «Tipsy». У квітні 2019 року було оголошено, що Raye підтримає Khalid в його світовому турі Free Spirit восени 2019 року разом з Мейбел. Рей співпрацювала із Девідом Геттою над синглом «Stay (Don't Go Away)», що вийшов у травні 2019 року. Виявилося, що Raye є співавтором треку «Bigger» Бейонсе, що був представлений в альбомі саундтреків The Lion King: The Gift, що вийшов 19 липня 2019 року. У серпні 2019 року Raye випустила сингл «Love Me Again». Пізніше 22 листопада 2019 року разом із продюсером Мортеном вийшла ще одна спільна робота Девідом Геттою, «Make It to Heaven». Наступні сингли «Please Don't Touch» і «All of My Love», останній за участю репера Young Adz, вийшли 13 грудня 2019 року та 6 лютого 2020 року відповідно.
«Tequila» вийшла як сингл у співпраці з діджеями Джексом Джонсом та Мартіном Солвейгом 21 лютого 2020 року. 23 квітня 2020 року вийшла спільна робота з DJ Regard під назвою «Secrets». 10 липня 2020 року Raye випустила сингл «Natalie Don't» разом із музичним відео. В інтерв'ю BBC News вона оголосила, що п'ятий EP під назвою Her Heart Beats in 4/4 вийде пізніше того ж року. Проєкт буде зосереджено на темі «семи стадій горя» і включатиме сингли «Love Me Again» і «Natalie Don't». В інтерв'ю з Кейт Торнтон для подкасту White Wine Question Time, Raye сказала, що написала альбом на кожному етапі горя, і що врешті-решт творчий процес зцілив її розбите серце. Пізніше проєкт буде перейменовано Euphoric Sad Songs.
6 листопада 2020 року Raye випустила сингл «Love of Your Life», а пізніше оголосила про випуск Euphoric Sad Songs, який включатиме пісні «Love Me Again», «Please Don't Touch», «Secrets» та «Natalie Don't». Мініальбом вийшов 20 листопада 2020 року. Четвертий офіційний сингл альбому, «Regardless» з Rudimental, вийшов разом з мініальбомом, а прем'єра музичного відео відбулася 8 січня 2021 року.
Спільний сингл «Bed» з Джоелом Коррі та Девідом Геттою вийшов 26 лютого 2021 року.
11 червня 2021 року Raye випустила сингл «Call On Me», який є головним синглом для її майбутнього дебютного студійного альбому. Raye виступила співавтором і співпродюсером пісні Мейбел «Let Them Know», реліз якої відбувся 18 червня 2021 року. 29 червня 2021 року Raye повідомила, що лейбл Polydor Records протягом кількох років призупиняє випуск її дебютного альбому. Заява отримала підтримку від інших виконавців, включаючи Charli XCX, MNEK і Ріну Саваяму. 19 липня 2021 року Raye оголосила через Instagram, що розійшлася з Polydor і тепер є незалежною артисткою. Співачка завершила рік у турі Euphoric Sad Show.

## Дискографія

### Альбоми
- Euphoric Sad Songs (2020)

### EP
- Welcome to the Winter (2014)
- Second (2016)
- Side Tape (2018)
- Deezer Sessions (2020)
- Euphoric Sad Songs (Dance Edition) (2020)
- Apple Music Home Session: Raye (2021)